# Tercer gabinete ministerial del gobierno de Pedro Castillo
El tercer gabinete ministerial del Gobierno de Pedro Castillo fue el gabinete del Gobierno de la República del Perú, entre el 1 y el 8 de febrero de 2022. Pedro Castillo fue investido presidente de la República, tras ganar en las elecciones generales de 2021.
El 1 de febrero de 2022, Héctor Valer fue nombrado para suceder a Mirtha Vásquez, quien renunció denunciando la corrupción y la falta de consenso dentro de su gabinete y con Pedro Castillo. Desde su nombramiento, Valer fue una figura controvertida, enfrentando dificultades en sus funciones debido a una denuncia por violencia hecha por su esposa e hija en 2016, la cual él negó.
No obstante, todos los grupos parlamentarios se negaron a otorgarle un voto de confianza, incluida la coalición de gobierno, y dos ministros se opusieron a su nombramiento. Pedro Castillo se vio obligado a reaccionar y anunció una remodelación del gabinete.
El 5 de febrero, Héctor Valer renunció, convirtiéndose en el gabinete más efímero desde 1980 (del 1 al 5 de febrero). Sin embargo, continuó desempeñando una función interina mientras el gobierno permanecía a la espera del nombramiento de su sucesor.

## Contexto
La conformación del tercer gabinete se produce tras la renuncia de Mirtha Vásquez ocurrida la víspera del 31 de enero. Esto ocurre al día siguiente de la renuncia del Ministro del Interior. Ella optó por renunciar luego de una crisis en la elección del sucesor, citando un «problema estructural de corrupción»  y la imposibilidad de crear consenso.
Esta decisión provoca una crisis política, con el Partido Morado exigiendo un gobierno capaz o, de lo contrario, el presidente tendría que dimitir. El partido, situado en el centro, es uno de los partidarios de los dos gobiernos sucesivos, otorgando el voto de confianza.
La tercera vicepresidenta del Congreso Patricia Chirinos (AvP) anunció la interposición de una moción de censura al presidente, citando la "evidente corrupción de su gobierno".

## Historia

### Nombramiento
El 1 de febrero de 2022, la presentación oficial del nuevo Presidente del Consejo de Ministros estaba prevista para las 15h30. Finalmente, no se produce a la hora anunciada, y mientras tanto, el ministro de Economía Pedro Francke anuncia su renuncia en su cuenta de Twitter. La presidencia pospone el anuncio a las 17h00 y añade al anuncio la designación de todo el nuevo gabinete, antes de posponerlo por última vez a las 17h30.
Héctor Valer es designado Presidente del Consejo y luego toma juramento. El diputado, electo con Renovación Popular, fundó el grupo parlamentario "Perú Democrático" en enero de 2022, con el fin de apoyar la acción del gobierno y a favor de una Asamblea constituyente. Lo acompañan varios diputados, entre los que destaca la ministra de Trabajo Betssy Chávez.

### Reacciones y crisis política
Sin embargo, la postulación de Héctor Valer amplifica la crisis política. Dos días después, el 3 de febrero, se revela un caso, en el que es objeto de dos denuncias de violencia por parte de su esposa e hija en 2016, y cuyo juzgado le había concedido amparo en 2017. Reacciona en rueda de prensa y en entrevista y niega los hechos, alegando falta de pruebas, condenas y se defiende diciendo que «reprendió» a su hija sin violencia.
Como reacción a este asunto, la misma noche, todos los grupos parlamentarios (es decir, FP, AP, AvP, RP y PP, excepto SP cuyo grupo se divide entre apoyo y desconfianza) condenan los actos cometidos y anuncian que no otorgarán el voto de confianza al Presidente del Consejo. Al día siguiente, 4 de febrero, el partido y grupo parlamentario de Perú Libre, oficialista y partidario de Pedro Castillo, decidió tras la reunión del comité del partido no otorgar el voto de confianza a Héctor Valer. Pocas horas después, los cuatro integrantes del grupo Juntos por el Perú, con excepción del ministro y diputado Roberto Sánchez, también decidieron no otorgar el voto de confianza. Sin embargo, pocas horas después, él a su vez exigió la renuncia en un comunicado de prensa escrito en Twitter.
Al mismo tiempo, la prensa develó los motivos de la ruptura de Pedro Castillo y Nuevo Perú, movimiento que antes había sido miembro de la coalición. Ya que la ministra de la Mujer y Poblaciones Vulnerables Anahí Durand e integrante del movimiento, no fue reelegida. La líder del movimiento Verónika Mendoza evoca un desencuentro con el nuevo gobierno, al no poder condonar “la derecha y el oportunismo” y un giro ideológico que no corresponde a las promesas y el acuerdo de campaña de la segunda vuelta.
A pesar de la amplitud de la crisis política, los numerosos llamados a la renuncia o la negativa a otorgar confianza al gobierno, el 4 de febrero, el presidente del Consejo Héctor Valer a las 11h00  anunció que había optado por acudir al Congreso el 5 de febrero, para pedir un voto de confianza. En reacción, la presidenta del Congreso Maricarmen Alva rechaza la decisión de un voto de confianza al día siguiente, no respetando las tradicionales reuniones entre los diferentes grupos parlamentarios y el gobierno, y la reunión de la Presidencia del Congreso para acordar una fecha.

### Discurso de Pedro Castillo
Ante la crisis política, la negativa de los grupos parlamentarios a otorgar confianza, y las inconformidades de la coalición de gobierno, hasta los ministros Roberto Sánchez y Hernando Cevallos sobre el nombramiento de Héctor Valer, Pedro Castillo pronuncia un discurso a las 18h00 del 4 de febrero.
En él, anuncia una remodelación y una recomposición del gabinete, sin precisar si desea reemplazar al presidente del Consejo. También evoca una próxima apertura del gobierno a las «fuerzas políticas». A la hora del discurso se desarrollaba una manifestación frente a Palacio de Gobierno exigiendo la renuncia de Héctor Valer y en contra del nombramiento de la ministra de la Mujer Katy Ugarte, quien se había pronunciado en contra de la educación en la historia de género y LGBT, en abril de 2021.

### Renuncia
Tras el anuncio de remodelación del gabinete por parte de Pedro Castillo, el 5 de febrero el premier Héctor Valer, presentó su renuncia durante una conferencia de prensa frente al edificio del ministerio, y afirmó que regresaría a sus funciones parlamentarias. Es el gabinete más corto que ha existido desde 1980.
Finalmente, luego de tres días de incertidumbre y varias consultas, Pedro Castillo anunció su gabinete la noche del 7 de febrero. A las 19 horas, una hora antes de la ceremonia, la prensa suscitó el rumor del próximo nombramiento de Aníbal Torres.